# 대관 (연호)
대관(大觀, 1107년 ~ 1110년)은 북송 휘종(徽宗) 조길(趙佶)의 세번째 연호이다. 4년 가량 사용하였다.

## 개원
- 숭녕(崇寧) 5년 7월 13일[1](1106년 8월 13일)에 연호를 대관(大觀)으로 정하고, 다음 해 1월 1일[2](1107년 1월 26일)에 개원함.[3][4][5][6]

- 대관(大觀) 4년 11월 3일[7](1110년 12월 15일)에 연호를 정화(政和)로 정하고, 다음 해 1월 1일[8](1111년 2월 10일)에 개원함.[3][9][5][6]

## 연대 대조표
| 대관       | 원년           | 2년        | 3년        | 4년        |
| 서기(西紀) | 1107년         | 1108년     | 1109년     | 1110년     |
| 간지(干支) | 정해(丁亥)     | 무자(戊子) | 기축(己丑) | 경인(庚寅) |
| 요(遼)     | 건통(乾統) 7년 | 8년        | 9년        | 10년       |

## 동시대 연호

### 중국
요(遼)
- 건통(乾統) (1101년 ~ 1110년)

서하(西夏)
- 정관(貞觀) (1101년 ~ 1113년)

대리국(大理國)
- 문안(文安) (1104년 ~ 1108년)
- 일신(日新) (1108년 ~ 1109년)
- 문치(文治) (1110년 ~ 1121년)

### 베트남
- 롱푸응우옌호아(龍符元化) (1101년 ~ 1109년)
- 호이뜨엉다이카인(會祥大慶) (1110년 ~ 1119년)

### 일본
- 가쇼(嘉承) (1106년 ~ 1108년)
- 덴닌(天仁) (1108년 ~ 1110년)
- 덴에이(天永) (1110년 ~ 1113년)

## 같이 보기
- 중국의 연호 목록